# Gerhard Naschberger
Pour les articles homonymes, voir Naschberger.
Gerhard Naschberger, né le 13 avril 1955 à Klagenfurt (Autriche) et mort le 5 octobre 2014 à Lima (Pérou), est un artiste peintre allemand faisant partie du mouvement Neue Wilde (Nouveaux Fauves).

## Biographie
Gerhard Naschberger étudie de 1974 à 1979 à l'École Städel de Francfort-sur-le-Main avec Raimer Jochims et Thomas Bayrle. En 1979, il reçoit une bourse de Hans Haacke à la Cooper Union à New York. Dans ses motifs, il reprend des thèmes d'histoire de l'art et travaille avec des personnages qui se dissolvent. Deux ou plusieurs motifs interpénétrés sont mélangés les uns sur les autres. La structure d'image complexe qui en résulte sert à l'artiste d'énigme picturale dans laquelle le visible est caché et les relations avec les niveaux de l'image s'établissent à travers du non-présent. Le directeur du musée de Berne Jean-Christophe Ammann a écrit en 1982 : « Je pense qu'il est finalement intéressé à transformer un motif banal en un état d'illumination extatique. [...] Ce que Naschberger s'efforce, c'est de donner à l'ignorant l'éclat de l'irrévocable. ».
En 1980, avec Jiří Georg Dokoupil, Walter Dahn, Hans Peter Adamski et Peter Bömmels, il fonde le groupe d'artistes Mülheimer Freiheit, qui porte le nom de l'atelier commun du "Mülheimer Freiheit No. 110" de Cologne-Mülheim.
Sa peinture Fighting Deer, rappelant les peintures murales préhistoriques, a été achetée par le Museum Boijmans Van Beuningen de Rotterdam.

## Œuvres dans les collections publiques
- SMAK, Gand : Sans titre, 1982, 240 × 200 cm, huile sur toile (acquise en 1983)
- Musée Boijmans Van Beuningen, Rotterdam
- Musée Folkwang, Essen

## Publications
- Gerhard Naschberger, Franz-Josef Heumannskämper, Der Mensch, der UFA-Palast, Cologne, 1985  (ISBN 3-923167-05-9)

## Littérature
- Mülheimer Freiheit. Die Seefahrt und der Tod., Katalog zu den Ausstellungen: Kunsthalle Wilhelmshaven (1981), Kunstverein Wolfsburg (1982)
- Wolfgang Max Faust, Paul Maenz: De nieuwe Duitse kunst: Mülheimer Freiheit. H.P. Adamski. Peter Bömmels. Walter Dahn. Georg Jiri Dokoupil. Gerard Kever. Gerhard Naschberger, Katalog zur Ausstellung im Groninger Museum, Groningen, 1982
- Zdenek Felix (Red.): 10 Zehn junge Künstler aus Deutschland. Katalog zur Ausstellung im Museum Folkwang, Essen, 1982